# Fresnelintegraal
De fresnelintegraal is een complexe integraal van de vorm
{\displaystyle F(a)=\int _{a}^{\infty }\exp(it^{2})\,{\rm {d}}t}
De fresnelintegraal is naar de Franse natuurkundige Augustin Fresnel genoemd, die deze integraal voor het eerst heeft uitgewerkt. In de formule voor een fresnelintegraal stelt {\displaystyle \exp } de exponentiële functie voor en {\displaystyle i} de imaginaire eenheid. Als we de waarden van de fresnelintegraal uitzetten in het complexe vlak met {\displaystyle a} als parameter, krijgen we de spiraal van Cornu. De fresnelintegraal is van groot belang bij de diffractie - ook buiging genoemd - van elektromagnetische straling, in het bijzonder van licht.
Bij uitbreiding worden de reële en imaginaire delen, dus 
{\displaystyle \int \cos(t^{2})\,{\rm {d}}t}
en
{\displaystyle \int \sin(t^{2})\,{\rm {d}}t}
ook fresnelintegralen genoemd. 